# Hossein Gholi Khan Ilkhani
 (avril 2019).
Si vous disposez d'ouvrages ou d'articles de référence ou si vous connaissez des sites web de qualité traitant du thème abordé ici, merci de compléter l'article en donnant les références utiles à sa vérifiabilité et en les liant à la section « Notes et références ».
Hossein Gholi Khān Ilkhāni (persan : حسین‌قلی‌خان ایلخانی ; 1821-1882) est l'un des chefs de la tribu bakhtiari, considéré comme l'un des plus puissants Ilkhān iranien. Il est le père de Sardar Assad et Samsam os-Saltaneh.

## Jeunesse
Hossein Gholi Khān, fils de Jafar Gholi Khān Dureki et de Bibi Shāhpasand né en territoire bakhtiari en 1821. Il descend d'un dénommée Heydar Koor(aussi connu sous le nom de Heydar Lorestani), un des chefs de la tribu des Lors Papi du Lorestan. Son père, Jafargholi Khān, fut l'un des deux khān les plus puissants de son époque, qui en 1837, alors que Hossein Gholi Khān est agé de 16 ans, est tué par les hommes de Jafar Gholi Khān Behdārvand durant la Guerre de Monār (persan : جنگ منار).
Avec ses frères, Emam Gholi Khān Haji Ilkhāni et Reza Gholi Khan Ilbeigi, Hossein Gholikhān est confié à son oncle, Kalbali Khan Douraki. Peu de temps après, ce dernier est tué après un différend avec Hossein Gholi Khān et ses frères au sujet de la division du pouvoir.

## Prise et consolidation du pouvoir
Hossein Gholi Khān grâce au soutien du gouverneur d'Isfahan, Motamed-ol Doleh Armani, auprès duquel il parvient à s'approcher, réussi à s'emparer du territoire de Bakhtiari en 1845 à l'âge de 24 ans, sous la couverture du nom de son oncle, Mehdi Gholi Khān Douraki, et exercer son pouvoir au pouvoir en tant que gouverneur du territoire bakhtiaris.
Grâce à la répression contre les insurgés au gouvernement central, l'instauration de la sécurité et de la stabilité sur le territoire bakhtiari, sa participation à la guerre Guerre anglo-perse, son soutien à la dynastie Qajar ont élevé son statut et sa popularité au sein du gouvernement. En octobre 1860, il est nommé Nāzem Bakhtiāri (persan : ناظم بختیاری) par le gouvernement central.

## Ilkhān bakhtiari
Les années suivantes, Hossein Gholi Khān, malgré son titre de Nāzem Bakhtiāri exerce de facto en tant que Ilkhān Bakhtiari, le plus haut titre au sein de la confédération bakhtiari. En janvier 1867, le titre de Ilkhāni lui est officiellement donné par le souverain Naser al-Din Shah Qajar.
Hossein Gholi Khān Ilkhāni alors au sommet de son influence est convoqué en 1882 à Ispahan par Zell-e Soltan, l'un des fils de Naser al-Din Shah, qui lui remet le titre de gouverneur d'Ispahan et des provinces méridionales de l'Iran.
Il est empoisonné en juin 1882 sur ordre de Zell-e Soltan qui ne voyait pas d'un bon œil l'influence grandissante d'Hossein Gholi Khān Ilkhāni dans le sud du pays.

## Famille
Au cours de sa vie, Hossein Gholi Khān Ilkhāni a eu 18 enfants de 10 conjointes différentes. Parmi ses enfants on compte:
- Esfandiar Khan
- Najaf Gholi Khan Bakhtiari
- Sardar Assad
- Khosro Khān Sardār Zafar
- Bibi Maryam Bakhtiari